# Julie Paoletti
Julie Paoletti est une céiste française pratiquant la descente née le 20 décembre 1991.

## Biographie
Elle est championne du Monde de Classique C1 en 2012,Championne d'Europe de Classique C1 en 2013,ainsi que Vice Championne du monde de Sprint C1 en 2012 et 2013,

## Palmarès

### Championnats du monde
- 2012 à Mâcot-la-Plagne,  France
  -  Médaille d'or en C1, Course classique
  -  Médaille d'argent en C1, Course Sprint

- 2013 à Solkan,  Slovénie
  -  Médaille d'argent en C1, Course Sprint

### Coupe du monde
- 2012 à Banja Luka, Serbie
  -  Médaille d'argent C1, Course Sprint
  -  Médaille d'argent C1, Course classique

### Championnats d'Europe
- 2012 à Bovec,   Slovénie
  -  Médaille d'or en C1, Course sprint

### Championnat de France de Sauvetage Sportif
- 2018 à Hendaye,  France
  -  Médaille d'argent en Surfboat, Course Sprint

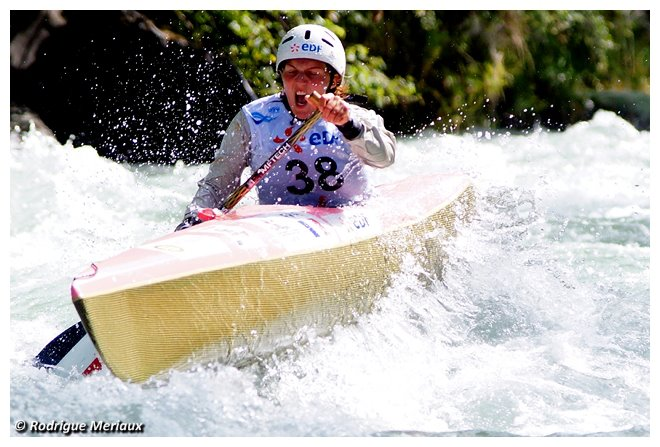
Julie Paoletti durant les championnats du Monde 2012